# Hedin Mobility Group
Hedin Mobility Group AB tidligere I.A. Hedin Bil AB er en svensk bilkoncern med virksomhed i flere europæiske lande. Virksomheden har import og distribution af biler og reservedele samt bilforhandler- og autoværkstedskæde. Hedin Group havde i 2024 en omsætning på ca. 90 mia. svenske kroner. Omsætningen var primært fra salget af 259.000 køretøjer i 2024 
De har 11.800 ansatte (2024).

## Historie
Historien om Hedin Mobility Group begyndte i 1950'erne, da Ingemar Hedin begyndte som bilsælger i bilbranchen. Virksomheden I.A. Hedin Bil blev grundlagt i 1985 i Borås af Ingemar Hedin og hans søn Anders Hedin, da de overtog Philipsons bygninger. I begyndelse var Hedin forhandler af bilmærkerne Mercedes-Benz og Nissan. 